# Ostatni pielgrzym
Ostatni pielgrzym (norw. Den siste pilegrimen) – powieść kryminalna norweskiego pisarza Garda Sveena, opublikowana w 2013. Pierwsze polskie wydanie ukazało się w 2015 nakładem wydawnictwa Media Rodzina, w tłumaczeniu Wojciecha Lange.
Jest pierwszą powieścią w cyklu ze śledczym Tommym Bergmannem i jednocześnie debiutem literackim autora. Akcja dotyczy bestialskiego zabójstwa Carla Oscara Krogha, dawnego bohatera norweskiego ruchu oporu  z czasów II wojny światowej (mordu dokonano w jego domu na Holmenkollen). Jednocześnie, kilka tygodni wcześniej, w Nordmarce (parku leśnym na północ od Oslo) znaleziono stare szkielety trojga ludzi, w tym jednego dziecka. W trakcie śledztwa okazuje się, że Krogh był bliskim współpracownikiem legendarnego przywódcy podziemia antynazistowskiego – Kaja Holta, którego zamordowano w Sztokholmie w 1945, już po zakończeniu wojny. Krogh badał wówczas tę śmierć, lecz bezskutecznie. Z czasem okazuje się, że obie sprawy posiadają punkty wspólne. 
Gard Sveen jest pierwszym w historii pisarzem, który za debiutancką powieść otrzymał trzy nagrody: Rivertona (Złoty Rewolwer w 2013), Szklany Klucz (za najlepszy kryminał skandynawski w 2014) i Nagrodę Mauritsa Hansena (Świeża Krew w 2014). Pobił tym samym debiutancki rekord Jo Nesbø z 1998 (dwie nagrody).